# Nigeria op de Olympische Winterspelen 2018
Nigeria nam deel aan de Olympische Winterspelen 2018 in Pyeongchang, Zuid-Korea.

## Deelnemers en resultaten
(m) = mannen, (v) = vrouwen 

### Bobsleeën
| Olympiër                                                     | Onderdeel | Resultaat | Prestatie                               |
| ------------------------------------------------------------ | --------- | --------- | --------------------------------------- |
| Seun Adigun Akuoma Omeoga (run 1-2) Ngozi Onwumere (run 3-4) | Vrouwen   | 19e       | 3.29,90 (52,21 / 52,55 / 52,31 / 52,32) |

### Skeleton
| Olympiër         | Onderdeel | Resultaat | Prestatie                               |
| ---------------- | --------- | --------- | --------------------------------------- |
| Simidele Adeagbo | Vrouwen   | 20e       | 3.36,78 (54,19 / 54,58 / 53,73 / 54,28) |